# Niebla

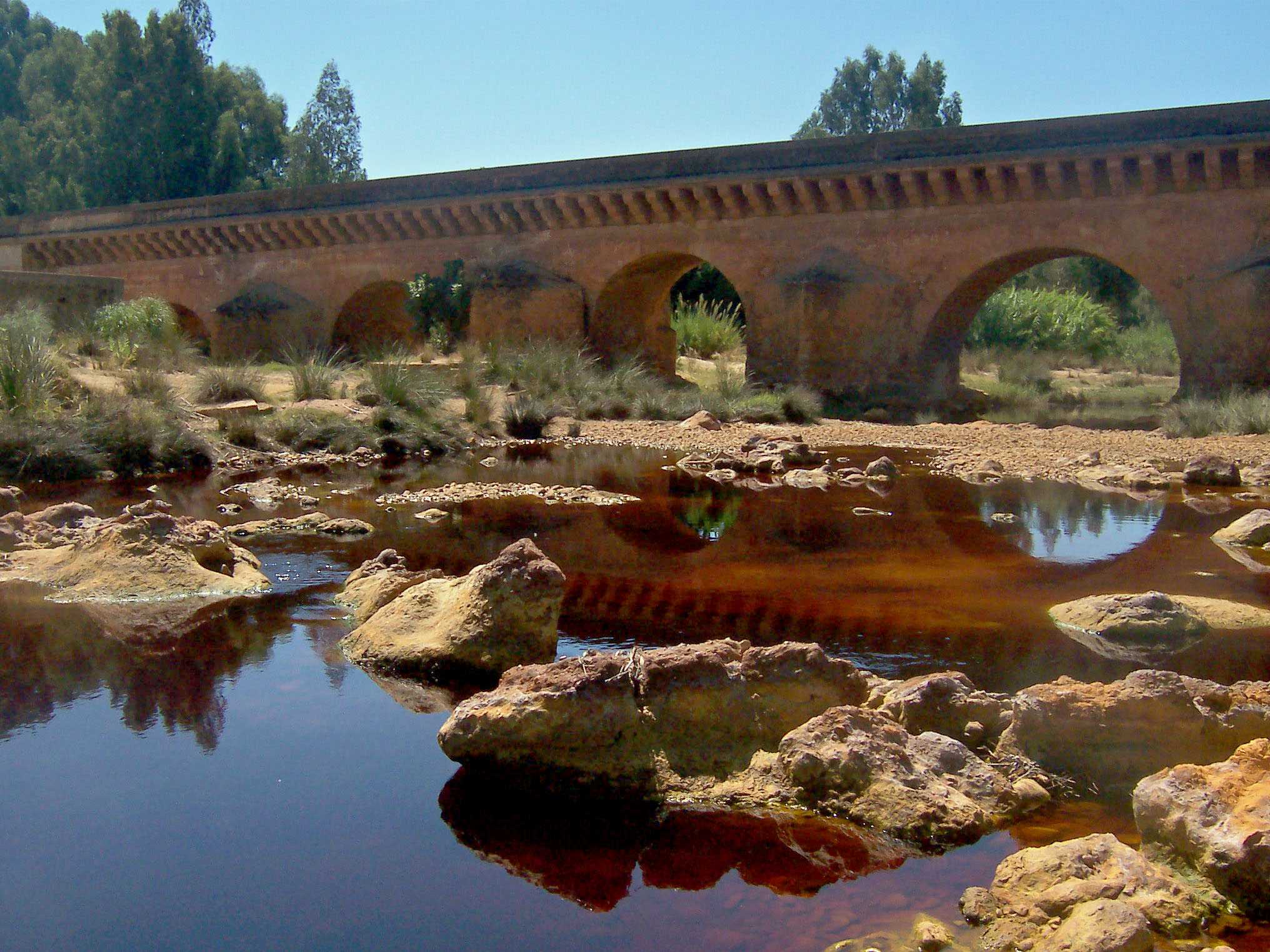
Rzymski most

Niebla – miejscowość w Hiszpanii, w prowincji Sewilla, we wspólnocie autonomicznej Andaluzja.
W miejscowości jest stacja kolejowa Niebla.

## Historia
Założone jako Ilipula przez Rzymian. W czasach panowania Wizygotów przemianowane na Elebla zostało siedzibą biskupstwa. W czasach arabskich nazwane Lebla. W 1257 zdobyte przez Alfonsa X i nazwane Niebla.

## Zabytki
- kościół Iglesia de Santa Maria de la Granada – zbudowany w X wieku jako kościół lokalnej społeczności chrześcijańskiej tolerowanej przez Maurów. W XIII wieku przebudowany w meczet. Po zdobyciu miasta przez Alfonsa X przebudowany w kościół gotycki
- Mury miejskie o długości 3 km z 4 bramami i 46 wieżami, zbudowane w czasach rzymskich i rozbudowane przez Maurów
- Rzymski most
- ruiny zamku Castillo de los Guzmanes z XII wieku